# Московский государственный университет печати
Московский государственный университет печати имени Ивана Фёдорова (МГУП) — российское высшее учебное заведение, существовавшее в 1930—2015 годах и готовившее специалистов в области полиграфии и издательского дела. 
21 марта 2016 вуз был реорганизован совместно с Университетом машиностроения (МАМИ) — став Высшей школой печати и медиаиндустрии Московского политехнического университета (ВШПиМ МПУ). Ныне осуществляет комплексную подготовку для всего спектра профессий в медиаиндустрии.
В 2013 году по результатам конкурса «100 лучших вузов России» МГУП имени Ивана Федорова признан лучшим профильным вузом.

## История
Основан в 1930 году как Московский полиграфический институт на базе полиграфических факультетов Московского и Ленинградского ВХУТЕИНов. Первоначально МПИ находился в ведении Полиграфического объединения ВСНХ РСФСР, затем был подчинен Наркомместпрому РСФСР, а со второй половины 1930-х — ОГИЗу (Объединению государственных книжно-журнальных издательств) РСФСР.
В 1949 году Министерство высшего образования СССР установило стипендии имени Ивана Федорова для студентов МПИ и УПИ. Тогда же в связи с расформированием ОГИЗа МПИ перешёл в ведение Главполиграфиздата СССР.
В 1993 году МПИ преобразован в Московскую государственную академию печати (МГАП).
В 1997 году МГАП получила статус университета.
C июля 2010 года МГУП носит имя Ивана Фёдорова, первопечатника России.
C 2011 года университет перешел на двухуровневую болонскую систему.
21 марта 2016 года Министерством образования и науки Российской Федерации было принято решение о слиянии МГУП им. Ивана Федорова и МАМИ и образовании на их базе Московского политехнического университета, функционирующего с 1 сентября 2016 г.
С 1 сентября 2016 года Университет печати становится Высшей школой печати и медиаиндустрии в составе Московского политехнического университета. (ВШПиМ)

## Структура
На начало 2000-х МГУП вел подготовку специалистов на пяти основных факультетах по 11 специальностям. Численность студентов в 2002 году составляла порядка 4000 человек.
Структура МГУП включает 30 кафедр, на которых работает 400 преподавателей (в их числе 72 профессора и доктора наук, 233 доцентов и кандидатов наук).

### Институты
С 2013 года факультеты реорганизованы в институты:
- Институт принтмедиа и информационных технологий
- Институт издательского дела и журналистики
- Институт коммуникаций и медиабизнеса
- Институт графики и искусства книги

## Издания
- «Известия высших учебных заведений. Проблемы полиграфии и издательского дела»[4];
- «Вестник Московского государственного университета печати»;
- газета «Мир Печати»[5];
- газета студенческого самоуправления «Клише»[6];
- газета «Нонпарель»[7].

## Известные преподаватели и выпускники
- См. Категория:Преподаватели Московского университета печати
- См. Категория:Выпускники Московского университета печати